# 桔梗属
桔梗属（学名：Platycodon）为桔梗科的一个属。

## 物种
本属包括以下物种：
- 桔梗 Platycodon grandiflorus (Jacq.) A.DC.
- Platycodon homallanthium A.DC., 1830